# Încercuire

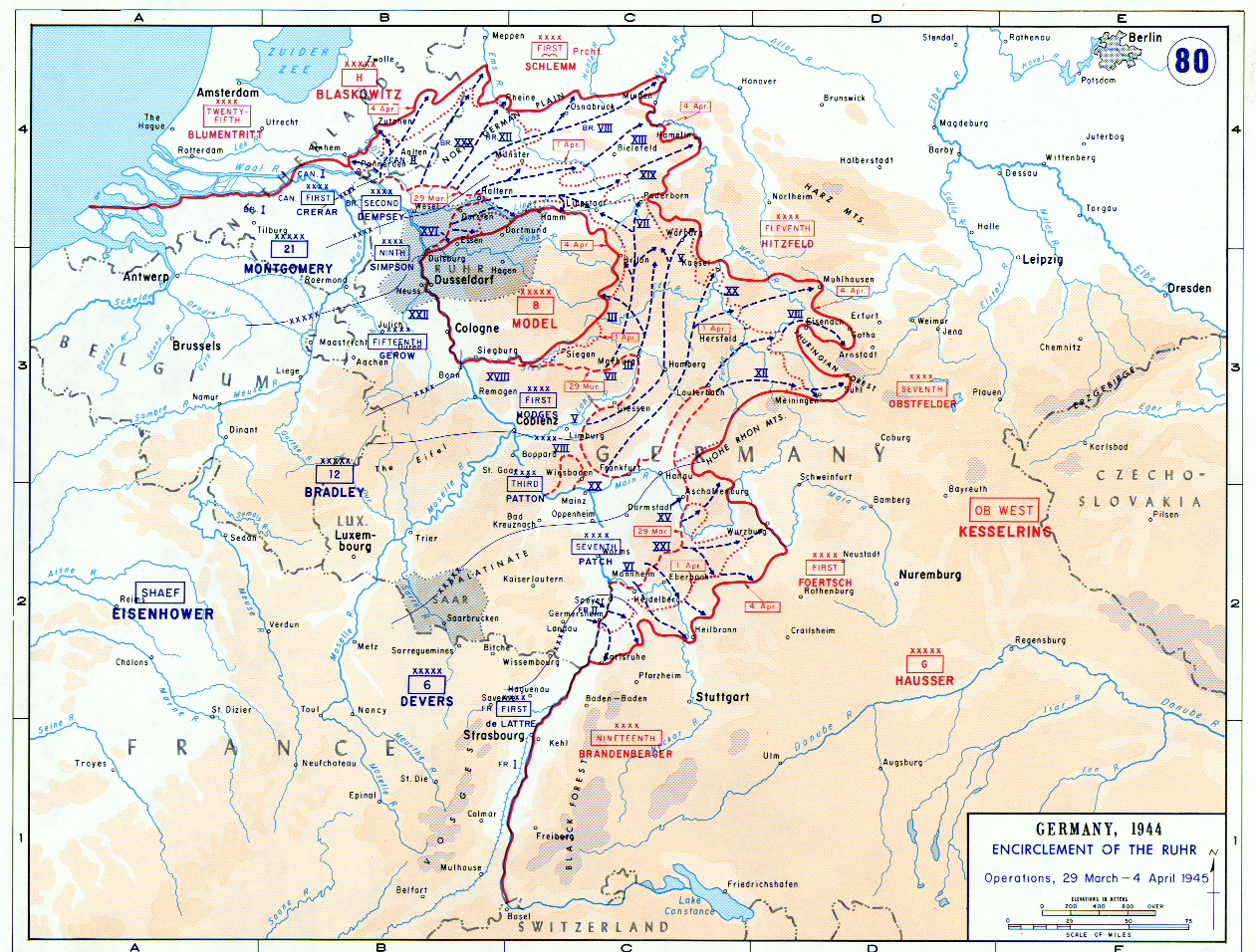
Încercuirea regiunii Ruhr de forțele americane. Sfârșitul celui de-Al Doilea Război Mondial

Încercuirea este un termen militar pentru situațiile în care o forță sau țintă este izolată și înconjurată de forțele inamice.
Această situație este extrem de periculoasă pentru forța încercuită: la nivel strategic, acesta nu poate primi bunuri sau întăriri, iar la nivel tactic, unitățile din forța încercuită pot fi supuse unui atac din mai multe direcții. În cele din urmă, deoarece forța nu se poate retrage, dacă nu este eliberată sau poate "rupe" frontul, acesta trebuie să lupte până la moarte sau să capituleze.
Încercuirea a fost folosită de-a lungul secolelor de lideri militari, inclusiv generali, cum ar fi Alexandru cel Mare, Sun Tzu, Hannibal, Khalid ibn al-Walid, Albrecht von Wallenstein, Shaka Zulu, Napoleon Bonaparte, Helmuth von Moltke, Heinz Guderian, Gerd von Rundstedt, Erich von Manstein, Gheorghi Jukov și George Patton.

## Exemple
- Bătălia de la Termopile (480 î.Hr.)
- Bătălia de la Cannae (216 î.Hr.)
- Bătălia de la Fraustadt (1706)
- Bătălia de la Tannenberg (1914)
- Bătălia de la Suomussalmi (1939)
- Bătălia de la Kiev (1941)
- Bătălia de la Smolensk (1941)
- Bătălia de la Stalingrad (1942-1943)
- Bătălia de la Misrata (2011)
- Bătălia de la Alep (2012-prezent)